# Nová Bystřice
Pour les articles homonymes, voir Bystřice.
Nová Bystřice (en allemand : Neu-Bistritz) est une ville du district de Jindřichův Hradec, dans la région de Bohême-du-Sud en Tchéquie. Sa population s'élevait à 3 219 habitants en 2024.

## Géographie
Nová Bystřice se situe sur la rivière Dračice dans le sud-est de la région historique de Bohême, entouré par les monts de Bohême-Moravie. Le centre-ville se trouve à 16 km au sud-est de Jindřichův Hradec, à 46 km à l'est de České Budějovice et à 128 km au sud-sud-est de Prague.

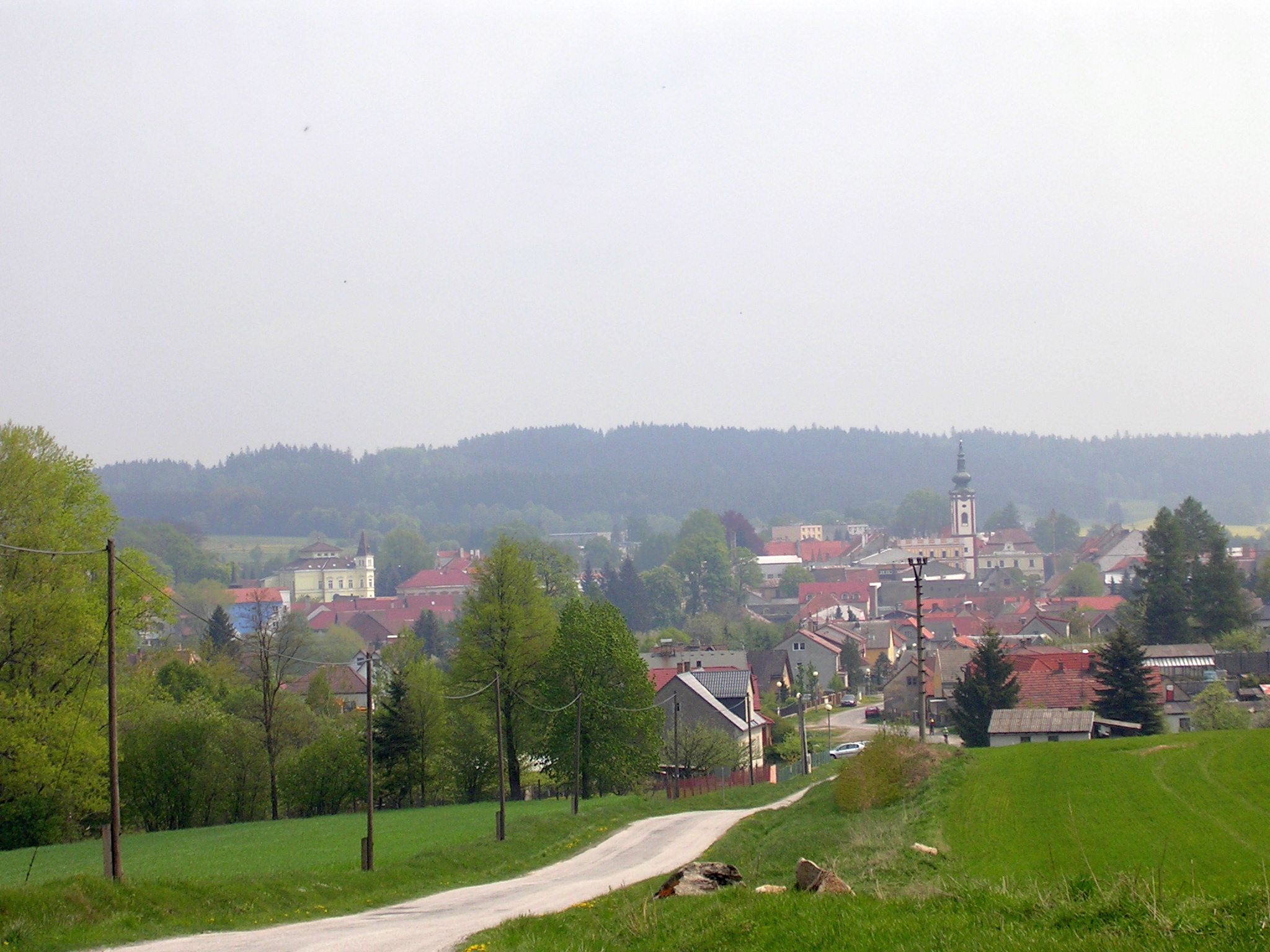
Nová Bystřice : vue générale.

La commune est limitée par Člunek et Kunžak au nord, par Český Rudolec à l'est, par Staré Město pod Landštejnem à l'est et au sud, par la frontière autrichienne au sud, et par Stráž nad Nežárkou et Číměř à l'ouest.
Au sud de la ville se situe un point de passage vers la commune autrichienne de Reingers.

## Histoire

### Les Hospitaliers
Colonisée à partir du XIe siècle, la région boisée a d'abord appartenu à la seigneurie de Raabs en Autriche. La première mention écrite de Vistricz date du 18 avril 1175, lorsque Conrad II de Raabs, burgrave de Nuremberg, a transmis le domaine à la commanderie des Hospitaliers de l'ordre de Saint-Jean de Jérusalem de Mailberg.

### Le Moyen Âge
Pendant le Grand Interrègne en 1260, la reine Marguerite, épouse d'Ottokar II de Bohême, a confié la seigneurie à la noble famille de Rosenberg en Bohême ; en 1282, le domaine de Bystřice revint aux seigneurs de Landštejn. Sous le règne de Jean Ier de Luxembourg, en 1341, la localité a reçu les droits de ville, confirmés par son fils Charles IV, souverain des pays de la couronne de Bohême, en 1348. En 1420, la cité et le château sont dévastés par les troupes hussites de Jan Žižka ; après la reconstruction, la ville est appelée Nová Bystřice.
Au XVIe siècle, la Réforme protestante se répandit dans la région. Temporairement une possession des noble familles de Lobkowicz (en 1575) et Kinský (en 1604), le château est détenu par la maison de Schönburg jusqu'en 1909.

## Administration
La commune se compose de treize sections :
| - Albeř - Artolec - Blato - Hradiště - Hůrky | - Klášter - Klenová - Nová Bystřice - Nový Vojířov - Ovčárna | - Senotín - Skalka - Smrčná |

## Galerie

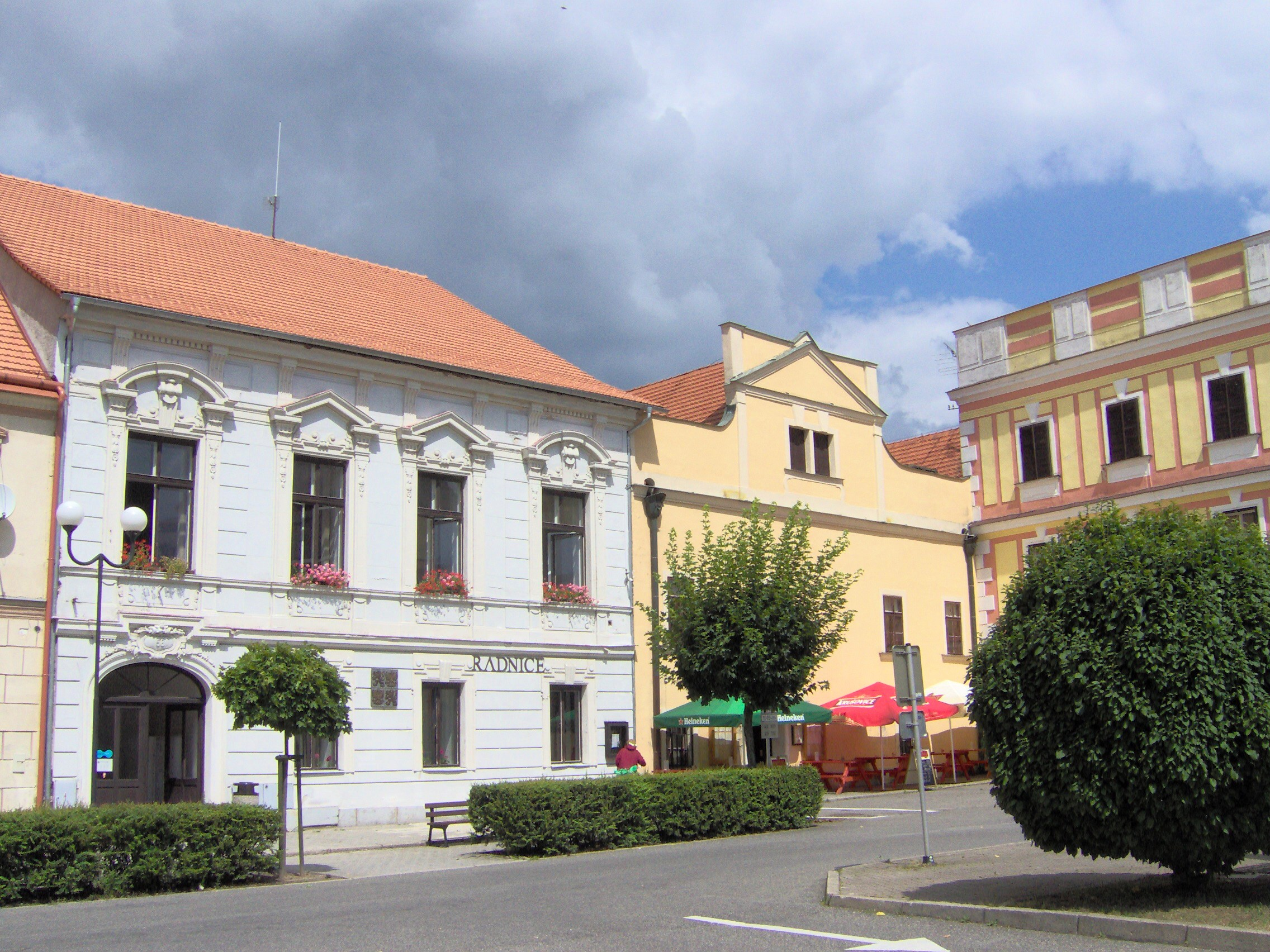
L'hôtel de ville.
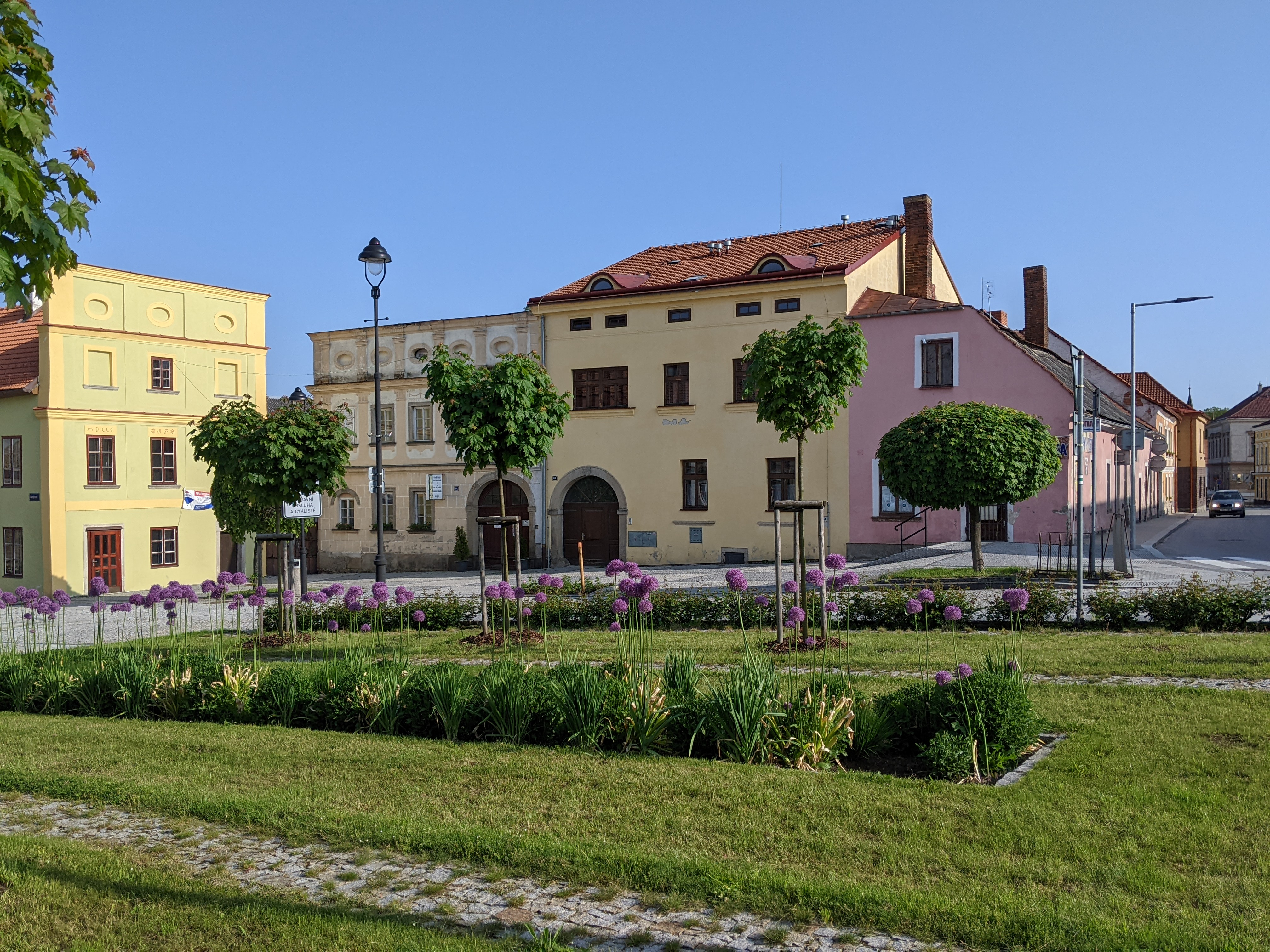
Place de la Paix.

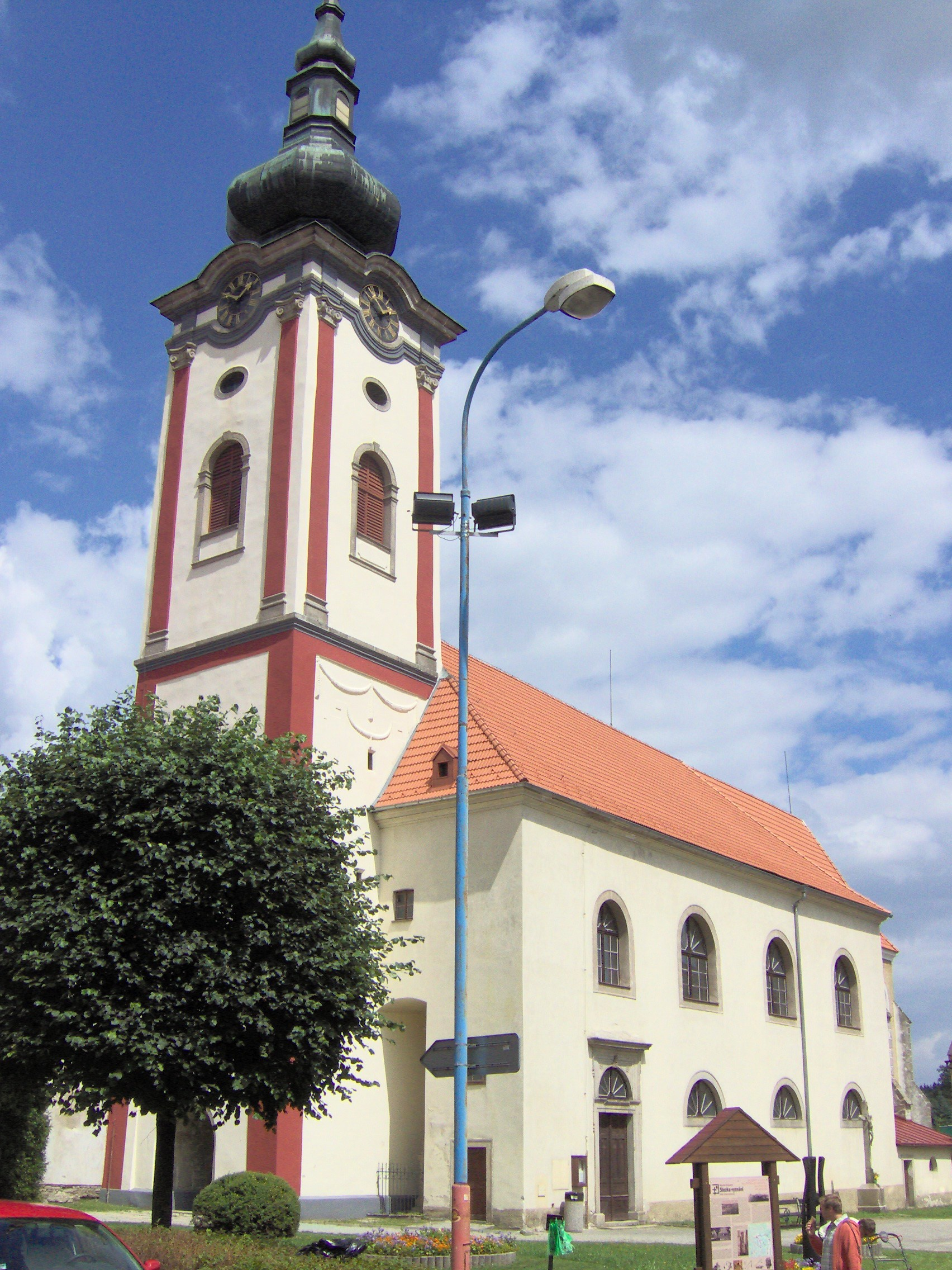
Église Saints-Pierre-et-Paul.
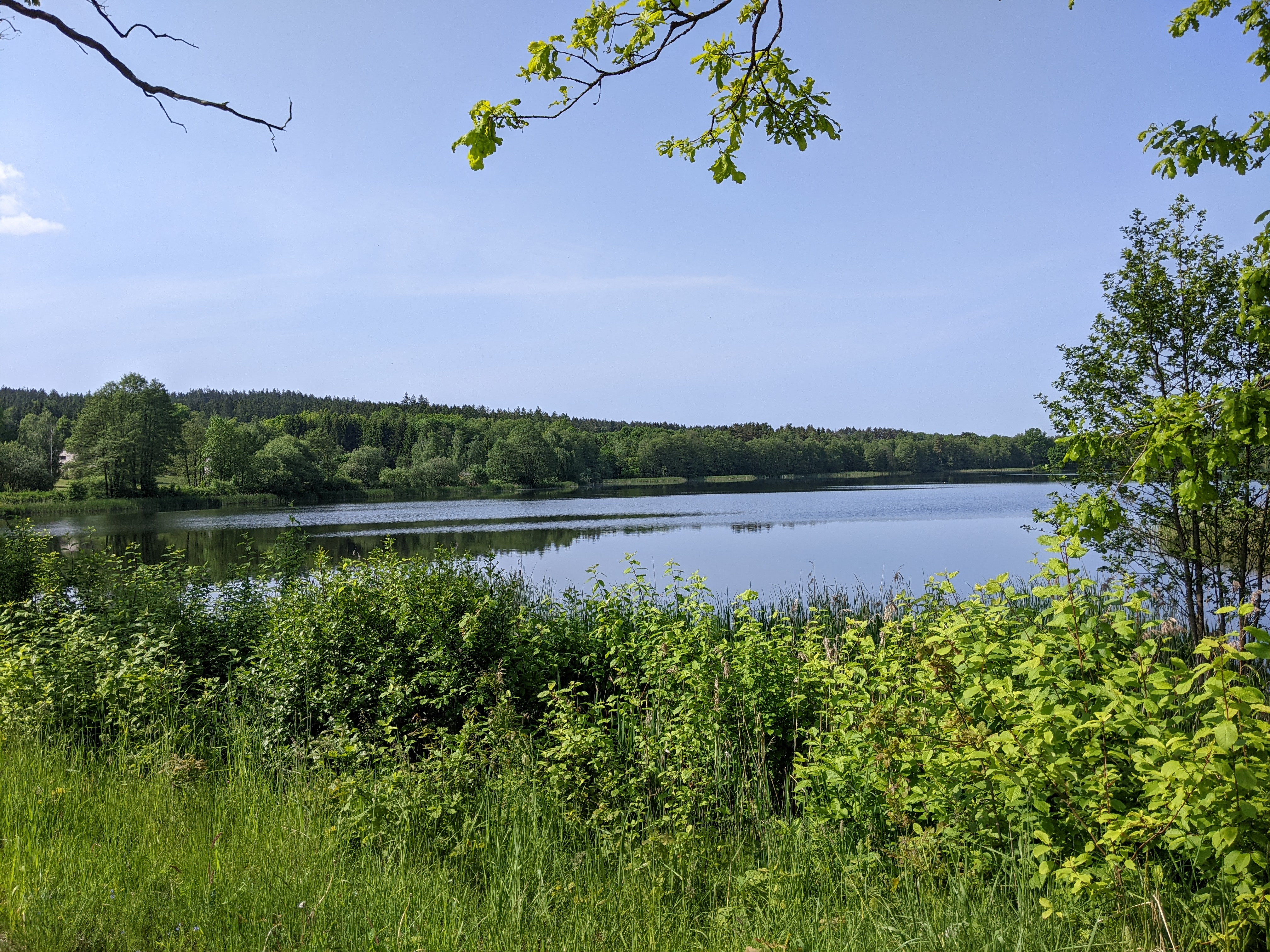
Mnišský rybník (étang des Moines).

## Transports
Par la route, Nová Bystřice se trouve à 5 km Číměř, à 16,5 km de Jindřichův Hradec, à 58 km de České Budějovice et à 156 km de Prague.

## Jumelage
La ville de Nová Bystřice est jumelée avec :
- Heidenreichstein (Autriche) depuis 2002

## Source
- (cs) Cet article est partiellement ou en totalité issu de l’article de Wikipédia en tchèque intitulé « Nová Bystřice » (voir la liste des auteurs).